# Nathanaël Hulleu
Nathanaël Hulleu (Francia, 16 de mayo de 2000) es un jugador profesional francés de rugby que se desempeña en la posición de wing derecho en Castres Olympique, equipo perteneciente a la liga Top 14.

## Carrera
Hulleu es un jugador de formación francesa (JIFF). Comenzó su carrera deportiva con el equipo FC Grenoble Rugby, en el cual jugó cinco temporadas (2015-2020), después pasó a Union Bordeaux Bègles (2020-2022), luego a Rugby Club Vannes (2022-2023), posteriormente a Castres Olympique, donde lleva jugando una temporada.